# De Occulta Philosophia
A Philosophia Occulta (Okkult filozófia) Heinrich Cornelius Agrippa tanulmánya az okkult filozófiáról, melyet jelentős hozzájárulásnak értékelnek a rituális mágia és annak valláshoz való viszonya reneszánsz-kori, filozófiai szempontú tárgyalása tekintetében. A háromkötetes mű első könyve 1531-ben Párizsban, Kölnben és Antwerpenben került nyomtatásra, míg a teljes három kötet először 1533-ban Kölnben jelent meg.

## Tartalom

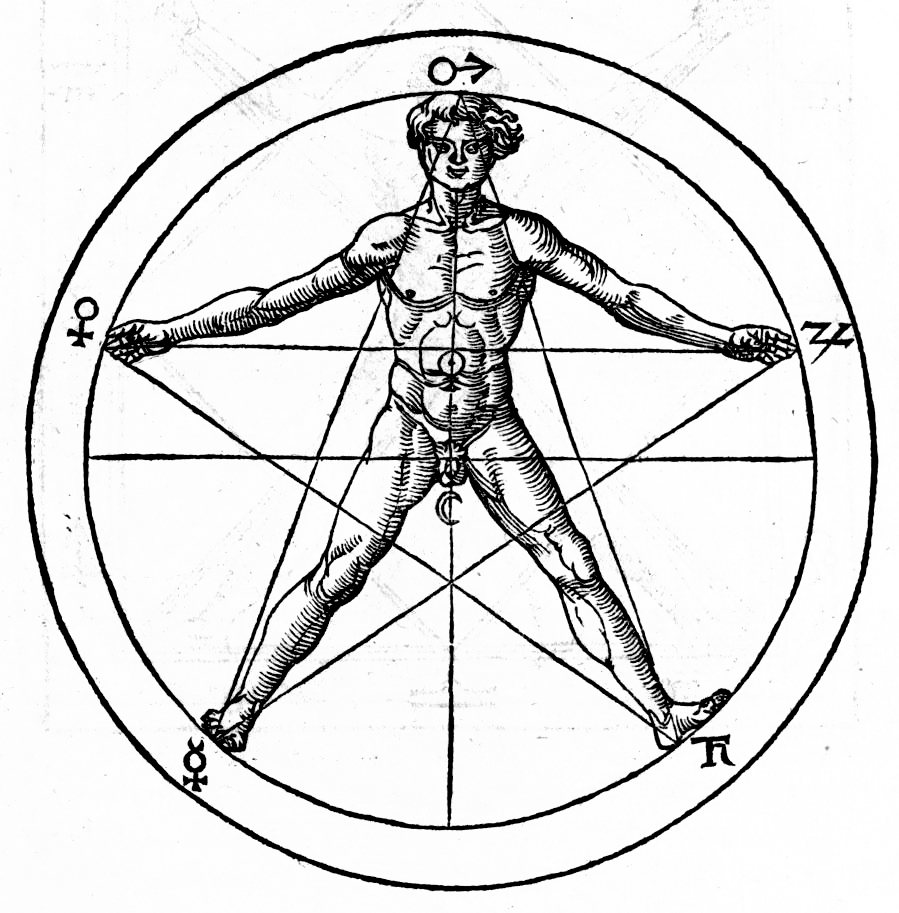
Ember a pentagrammban, az 5 látható bolygó csillagjegyével.

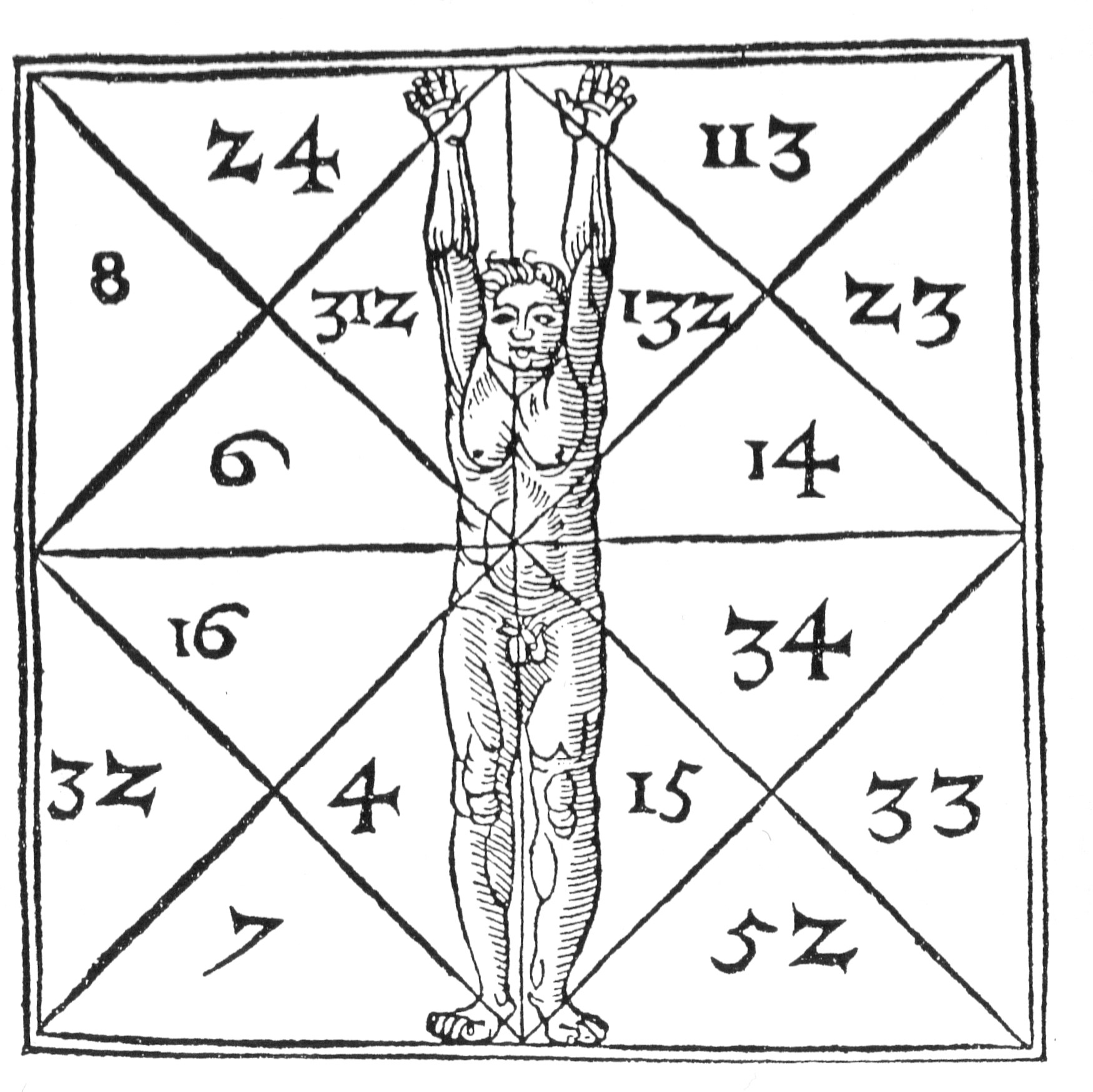
Az emberi arányok és szimbolikus számaik

A könyvek az elementálokkal, csillag- és ceremoniális mágiával foglalkoznak, áttekintik a négy őselemet, az asztrológiát, a kabbalát, a számmisztikát, az angyali hierarchiát, Isten szent neveit, az erényeket és egymáshoz való viszonyukat, továbbá ezen törvényszerűségek orvosi felhasználásának lehetőségeit, a szellemi látással, alkímiával, ceremoniális mágiával kapcsolatos vonatkozásait és mindezek héber, görög és káldeai összefüggéseit, gyökereit.
A téma ilyen összefoglalásai gyakoriak voltak a korábbi időszak és a kor hermetikus filozófusai között. Tény, hogy a mágia agrippai értelmezése hasonló más írók szintéziseihez, mint például: Marsilio Ficino, Pico della Mirandola és Johannes Reuchlin, és hogy hangsúlyt fektet a természet kutatására, megismerésére. A kor más grimoárjaival ellentétben ezek a könyvek sokkal tudományosabbak, inkább intellektuálisak, mint titokzatosak vagy sejtelmesek.

## Kiadások
- Agrippa von Nettesheim: The Philosophy of Natural Magic. (angolul) Fordította: James Freake, szerkesztette: L. W. de Laurence.  1913.   csak az első könyv
- Agrippa von Nettesheim: The Philosophy of Natural Magic. (angolul) Fordította: James Freake, szerkesztette: Leslie Shepherd. Chicago: University Books. 1974.  ISBN 0-82160-218-7  csak az első könyv, reprint
- Agrippa von Nettesheim: Three Books of Occult Philosophy. (angolul) Fordította: James Freake, magyarázatokkal ellátta: Donald Tyson. Woodbury, MN: Llewelyn Worldwide. 2005.  ISBN 0-87542-832-0
- Agrippa von Nettesheim: Three Books of Occult Philosophy Book One: A Modern Translation. (angolul) Fordította: Eric Purdue. (hely nélkül): Renaissance Astrology Press. 2012.  ISBN 1-10589-879-2

### Magyarul
- Agrippa von Nettesheim: Okkult filozófia I. kötet. (magyarul) Fordította: Ladányi Lóránd. Miskolc: Hermit. 1999.  ISBN 9789638594860
- Agrippa von Nettesheim: Okkult filozófia II. kötet. (magyarul) Fordította: Ladányi Lóránd. Miskolc: Hermit. 2000.  ISBN 9789638594877
- Agrippa von Nettesheim: Okkult filozófia III. kötet. (magyarul) Fordította: Ladányi Lóránd. Miskolc: Hermit. 2014.  ISBN 9786155342073

## Lásd még
- Agrippa von Nettesheim
- Okkultizmus
- Mágia
- Grimoár
- Vitruvius-tanulmány
- Rózsakeresztes rend

## Külső hivatkozások
- Agrippa rövid életrajza angolul
- Agrippa írásművei
- Ábrák, képek az Okkult filozófiából
- Okkult filozófia – a Kongresszusi Könyvtár gyűjteményéből
- Okkult filozófia "4. könyv" – a Kongresszusi Könyvtár gyűjteményéből

## Fordítás
Ez a szócikk részben vagy egészben  a   Three Books of Occult Philosophy című angol Wikipédia-szócikk fordításán alapul.  Az eredeti cikk szerkesztőit annak laptörténete sorolja fel. Ez a jelzés csupán a megfogalmazás eredetét és a szerzői jogokat jelzi, nem szolgál a cikkben szereplő információk forrásmegjelöléseként.